# Lions for Lambs
Lions for Lambs (bra: Leões e Cordeiros; prt: Peões em Jogo) é um filme estadunidense de 2007 do gênero drama, dirigido por Robert Redford.
O orçamento do filme foi de 35 milhões de dólares.

## Sinopse
O senador Jasper Irving (Tom Cruise) pretende lançar uma nova estratégia para a guerra dos Estados Unidos no Afeganistão, mas para divulgá-la precisa da ajuda da jornalista Janine Roth (Meryl Streep). Ao mesmo tempo, o idealista professor Stephen Malley (Robert Redford) tenta convencer Todd (Andrew Garfield), um de seus alunos mais promissores a mudar o curso de sua vida, enquanto que Ernest  e Arian, ex-alunos do Dr. Malley, são soldados que estão lutando no Afeganistão.

## Elenco
- Robert Redford .... professor Stephen Malley
- Meryl Streep .... Janine Roth
- Tom Cruise .... senador Jasper Irving
- Michael Peña .... Ernest Rodriguez
- Andrew Garfield .... Todd Hayes
- Peter Berg .... tenente-coronel Falco
- Kevin Dunn .... editor da ANX
- Derek Luke .... Arian Finch
- Christopher Carley .... atirador